# Afrodacarellus mossi
Afrodacarellus mossi är en spindeldjursart som beskrevs av Hurlbutt 1974. Afrodacarellus mossi ingår i släktet Afrodacarellus och familjen Rhodacaridae. Inga underarter finns listade i Catalogue of Life.